# أوتو كيتل
أوتو كيتل (بالألمانية: Otto Kittel)‏ هو طيار ألماني، ولد في 21 فبراير 1917 في Krasov ‏ في التشيك، وتوفي في 14 فبراير 1945 في Džūkste Parish ‏ في لاتفيا بسبب قتل في المعركة.